# Stanfield (Oregon)
Stanfield é uma cidade localizada no estado norte-americano de Oregon, no Condado de Umatilla.

## Demografia
Segundo o censo norte-americano de 2000, a sua população era de 1979 habitantes.
Em 2006, foi estimada uma população de 1966, um decréscimo de 13 (-0.7%).

## Geografia
De acordo com o United States Census Bureau tem uma área de
3,7 km², dos quais 3,7 km² cobertos por terra e 0,0 km² cobertos por água. Stanfield localiza-se a aproximadamente 181m acima do nível do mar.

## Localidades na vizinhança
O diagrama seguinte representa as localidades num raio de 36 km ao redor de Stanfield.